# Atletismo nos Jogos Europeus de 2015 - Resultados
Estes são os resultados do atletismo nos Jogos Europeus de 2015 que ocorreram nos dias 21 e 22 de junho de 2015 no Estádio Olímpico de Bacu, em Baku, no Azerbaijão.

## Resultado masculino

### 100 metros
Vento:
Bateria 1: -0.9 m/s, Bateria 2: 0.0 m/s
| Posição | Bateria | Atleta           | Nacionalidade            | Tempo | Notas                | Pontos |
| ------- | ------- | ---------------- | ------------------------ | ----- | -------------------- | ------ |
| 1       | 2       | Tomáš Benko      | SVK Eslováquia           | 10.60 | =                    | 14     |
| 2       | 2       | Riste Pandev     | MKD Macedônia do Norte   | 10.70 | Recorde da temporada | 13     |
| 3       | 2       | Markus Fuchs     | AUT Áustria              | 10.74 |                      | 12     |
| 4       | 2       | Vadim Ryabikhin  | AZE Azerbaijão           | 10.76 |                      | 11     |
| 5       | 2       | Imri Persiado    | ISR Israel               | 10.78 |                      | 10     |
| 6       | 2       | Luka Rakić       | MNE Montenegro           | 10.79 |                      | 9      |
| 7       | 1       | Nika Kartavtsev  | GEO Geórgia              | 10.79 | Recorde da temporada | 8      |
| 8       | 2       | Oleg Șochin      | MDA Moldávia             | 11.08 |                      | 7      |
| 9       | 1       | Luke Bezzina     | MLT Malta                | 11.11 | Recorde da temporada | 6      |
| 10      | 1       | Pol Bidaine      | LUX Luxemburgo           | 11.12 | Recorde pessoal      | 5      |
| 11      | 1       | Sait Huseinbašić | BIH Bósnia e Herzegovina | 11.12 |                      | 4      |
| 12      | 1       | Mikel de Sa      | AND Andorra              | 11.52 | Recorde da temporada | 3      |
| 13      | 1       | Jerai Torres     | AASSE (GIB Gibraltar)    | 11.91 | Recorde da temporada | 2      |
| 14      | 1       | Ardit Rrashi     | ALB Albânia              | DSQ   |                      | 0      |

### 200 metros
Vento:
Bateria 1: -0.5 m/s, Bateria 2: 0.2 m/s
| Posição | Bateria | Atleta               | Nacionalidade             | Tempo | Notas                | Pontos |
| ------- | ------- | -------------------- | ------------------------- | ----- | -------------------- | ------ |
| 1       | 2       | Ján Volko            | SVK Eslováquia            | 21.08 | Recorde pessoal      | 14     |
| 2       | 2       | Nika Kartavtsev      | GEO Geórgia               | 21.29 | Recorde pessoal      | 13     |
| 3       | 2       | Imri Persiado        | ISR Israel                | 21.30 | Recorde pessoal      | 12     |
| 4       | 2       | Luka Rakić           | MNE Montenegro            | 21.44 | Recorde nacional     | 11     |
| 5       | 2       | Vadim Ryabikhin      | AZE Azerbaijão            | 21.46 | Recorde da temporada | 10     |
| 6       | 1       | Andrei Daranuţa      | MDA Moldávia              | 21.50 |                      | 9      |
| 7       | 2       | Riste Pandev         | MKD Macedônia do Norte    | 21.67 | Recorde da temporada | 8      |
| 8       | 2       | Ekemini Bassey       | AUT Áustria               | 21.71 |                      | 7      |
| 9       | 1       | Borislav Dragoljević | BIH Bósnia e Herzegovina  | 22.15 |                      | 6      |
| 10      | 1       | Luke Bezzina         | MLT Malta                 | 22.40 | Recorde pessoal      | 5      |
| 11      | 1       | Mikel de Sa          | AND Andorra               | 22.94 | Recorde da temporada | 4      |
| 12      | 1       | Lionel Evora         | LUX Luxemburgo            | 23.07 | Recorde pessoal      | 3      |
| 13      | 1       | Fabian Haldner       | AASSE (LIE Liechtenstein) | 23.49 | Recorde da temporada | 2      |
| 14      | 1       | Mario Shestani       | ALB Albânia               | DSQ   |                      | 0      |

### 400 metros
| Posição | Bateria | Atleta               | Nacionalidade             | Tempo | Notas                | Pontos |
| ------- | ------- | -------------------- | ------------------------- | ----- | -------------------- | ------ |
| 1       | 2       | Donald Sanford       | ISR Israel                | 45.75 | Recorde da temporada | 14     |
| 2       | 2       | Alexandru Babian     | MDA Moldávia              | 47.35 | Recorde pessoal      | 13     |
| 3       | 2       | Borislav Dragoljević | BIH Bósnia e Herzegovina  | 47.89 | NJR                  | 12     |
| 4       | 2       | Mario Gebhardt       | AUT Áustria               | 47.96 | Recorde pessoal      | 11     |
| 5       | 2       | Arif Abbasov         | AZE Azerbaijão            | 48.05 | Recorde pessoal      | 10     |
| 6       | 2       | Lukas Privalinec     | SVK Eslováquia            | 48.65 |                      | 9      |
| 7       | 1       | Endrik Zilbershtein  | GEO Geórgia               | 48.67 | Recorde da temporada | 8      |
| 8       | 2       | Astrit Kryeziu       | ALB Albânia               | 48.75 | Recorde da temporada | 7      |
| 9       | 1       | Kristijan Efremov    | MKD Macedônia do Norte    | 48.94 | Recorde da temporada | 6      |
| 10      | 1       | Reece Dimech         | MLT Malta                 | 49.30 | Recorde da temporada | 5      |
| 11      | 1       | Šćepan Ćetković      | MNE Montenegro            | 49.48 | Recorde pessoal      | 4      |
| 12      | 1       | Rick Horsmans        | LUX Luxemburgo            | 50.57 | Recorde pessoal      | 3      |
| 13      | 1       | Fabian Haldner       | AASSE (LIE Liechtenstein) | 51.71 | Recorde da temporada | 2      |
| 14      | 1       | Daniel Maciel        | AND Andorra               | 56.12 | Recorde pessoal      | 1      |

### 800 metros
| Posição | Atleta                 | Nacionalidade            | Tempo   | Notas                | Pontos |
| ------- | ---------------------- | ------------------------ | ------- | -------------------- | ------ |
| 1       | Amel Tuka              | BIH Bósnia e Herzegovina | 1:50.16 |                      | 14     |
| 2       | Jozef Repčík           | SVK Eslováquia           | 1:51.51 |                      | 13     |
| 3       | Ion Siuris             | MDA Moldávia             | 1:51.91 |                      | 12     |
| 4       | Astrit Kryeziu         | ALB Albânia              | 1:52.02 |                      | 11     |
| 5       | Mokat Petna            | ISR Israel               | 1:52.60 | Recorde da temporada | 10     |
| 6       | Brice Etès             | AASSE (MON Mônaco)       | 1:52.84 | Recorde da temporada | 9      |
| 7       | Nikolaus Franzmair     | AUT Áustria              | 1:53.13 |                      | 8      |
| 8       | Hakim Ibrahimov        | AZE Azerbaijão           | 1:53.41 | Recorde pessoal      | 7      |
| 9       | Pol Moya               | AND Andorra              | 1:54.88 |                      | 6      |
| 10      | Temuri Baikievi        | GEO Geórgia              | 1:55.50 | Recorde da temporada | 5      |
| 11      | Ben Bertemes           | LUX Luxemburgo           | 1:56.09 |                      | 4      |
| 12      | Matthew Croker         | MLT Malta                | 1:56.89 | Recorde pessoal      | 3      |
| 13      | Goran Ivanović         | MNE Montenegro           | 1:58.74 | Recorde da temporada | 2      |
| 14      | Aleksandar Stojanovski | MKD Macedônia do Norte   | 2:00.60 | Recorde da temporada | 1      |

### 1500 metros
| Posição | Atleta           | Nacionalidade            | Tempo   | Notas                | Pontos |
| ------- | ---------------- | ------------------------ | ------- | -------------------- | ------ |
| 1       | Hayle Ibrahimov  | AZE Azerbaijão           | 3:49.69 | Recorde da temporada | 14     |
| 2       | Jozef Pelikán    | SVK Eslováquia           | 3:51.07 |                      | 13     |
| 3       | Andreas Vojta    | AUT Áustria              | 3:51.28 |                      | 12     |
| 4       | Ion Siuris       | MDA Moldávia             | 3:51.52 |                      | 11     |
| 5       | Dušan Babić      | BIH Bósnia e Herzegovina | 3:52.09 |                      | 10     |
| 6       | Girmaw Amare     | ISR Israel               | 3:55.47 |                      | 9      |
| 7       | Bob Bertemes     | LUX Luxemburgo           | 3:55.66 |                      | 8      |
| 8       | Joe Guerra       | AASSE (SMR San Marino)   | 3:58.53 |                      | 7      |
| 9       | Goran Ivanović   | MNE Montenegro           | 4:03.00 | Recorde da temporada | 6      |
| 10      | Pol Moya         | AND Andorra              | 4:04.55 | Recorde pessoal      | 5      |
| 11      | Simon Spiteri    | MLT Malta                | 4:07.73 | Recorde pessoal      | 4      |
| 12      | Tengiz Gvinjilia | GEO Geórgia              | 4:08.95 | Recorde da temporada | 3      |
| 13      | Ilija Pajmakoski | MKD Macedônia do Norte   | 4:11.05 | Recorde pessoal      | 2      |
| 14      | Edison Muço      | ALB Albânia              | DSQ     |                      | 0      |

### 3000 metros
| Posição | Atleta               | Nacionalidade            | Tempo    | Notas                | Pontos |
| ------- | -------------------- | ------------------------ | -------- | -------------------- | ------ |
| 1       | Hayle Ibrahimov      | AZE Azerbaijão           | 7:54.14  | Recorde da temporada | 14     |
| 2       | Brenton Rowe         | AUT Áustria              | 8:05.62  | Recorde da temporada | 13     |
| 3       | Roman Prodius        | MDA Moldávia             | 8:06.34  | Recorde pessoal      | 12     |
| 4       | Pol Mellina          | LUX Luxemburgo           | 8:20.74  |                      | 11     |
| 5       | Jozef Pelikán        | SVK Eslováquia           | 8:24.29  | Recorde da temporada | 10     |
| 6       | Girmaw Amare         | ISR Israel               | 8:26.07  |                      | 9      |
| 7       | Joe Guerra           | AASSE (SMR San Marino)   | 8:47.94  | Recorde pessoal      | 8      |
| 8       | Dario Mangion        | MLT Malta                | 8:53.75  | Recorde pessoal      | 7      |
| 9       | Stefan Ćuković       | BIH Bósnia e Herzegovina | 8:53.93  |                      | 6      |
| 10      | Daviti Kharazishvili | GEO Geórgia              | 9:01.04  | Recorde da temporada | 5      |
| 11      | Manuel Fernandes     | AND Andorra              | 9:02.65  | Recorde da temporada | 4      |
| 12      | Kokan Ajanovski      | MKD Macedônia do Norte   | 9:15.12  | Recorde pessoal      | 3      |
| 13      | Ilir Kellezi         | ALB Albânia              | 9:27.12  | Recorde pessoal      | 2      |
| 14      | Marko Đurović        | MNE Montenegro           | 10:14.35 | Recorde pessoal      | 1      |

### 5000 metros
| Posição | Atleta               | Nacionalidade            | Tempo    | Notas                | Pontos |
| ------- | -------------------- | ------------------------ | -------- | -------------------- | ------ |
| 1       | Hayle Ibrahimov      | AZE Azerbaijão           | 14:02.16 |                      | 14     |
| 2       | Roman Prodius        | MDA Moldávia             | 14:21.42 | Recorde pessoal      | 13     |
| 3       | Aimeru Almeya        | ISR Israel               | 14:38.96 |                      | 12     |
| 4       | Valentin Pfeil       | AUT Áustria              | 14:54.66 | Recorde da temporada | 11     |
| 5       | Juraj Vitko          | SVK Eslováquia           | 14:56.08 | Recorde da temporada | 10     |
| 6       | Jorgo Mino           | ALB Albânia              | 15:14.00 | Recorde pessoal      | 9      |
| 7       | Gigla Zilbershtein   | GEO Geórgia              | 15:20.30 | Recorde pessoal      | 8      |
| 8       | Andrew Grech         | MLT Malta                | 15:21.13 | Recorde pessoal      | 7      |
| 9       | Christophe Kass      | LUX Luxemburgo           | 15:25.21 | Recorde pessoal      | 6      |
| 10      | Manuel Fernandes     | AND Andorra              | 15:29.56 | Recorde pessoal      | 5      |
| 11      | Milosh Ranchikj      | MKD Macedônia do Norte   | 16:09.60 | Recorde pessoal      | 4      |
| 12      | Dragoljub Koprivnica | MNE Montenegro           | 16:17.57 | Recorde pessoal      | 3      |
| 13      | Srđan Samardžić      | BIH Bósnia e Herzegovina | 16:36.42 | Recorde pessoal      | 2      |

### 3.000 metros com obstáculos
| Posição | Atleta                | Nacionalidade            | Tempo    | Notas                | Pontos |
| ------- | --------------------- | ------------------------ | -------- | -------------------- | ------ |
| 1       | Nicolai Gorbusco      | MDA Moldávia             | 8:49.83  | Recorde pessoal      | 14     |
| 2       | Christian Steinhammer | AUT Áustria              | 8:53.98  |                      | 13     |
| 3       | Osman Junuzović       | BIH Bósnia e Herzegovina | 8:54.55  | Recorde pessoal      | 12     |
| 4       | Noam Ne'eman          | ISR Israel               | 9:13.64  |                      | 11     |
| 5       | Jorgo Mino            | ALB Albânia              | 9:20.44  | Recorde da temporada | 10     |
| 6       | Jeiran Khoperia       | GEO Geórgia              | 9:26.03  | Recorde pessoal      | 9      |
| 7       | Alexander Jablokov    | SVK Eslováquia           | 9:26.23  | Recorde pessoal      | 8      |
| 8       | Mark Herrera          | MLT Malta                | 9:41.26  |                      | 7      |
| 9       | Asaf Mehdiyev         | AZE Azerbaijão           | 9:46.39  | Recorde da temporada | 6      |
| 10      | Josep Sansa           | AND Andorra              | 9:50.06  |                      | 5      |
| 11      | Luc Scheller          | LUX Luxemburgo           | 9:52.72  | Recorde pessoal      | 4      |
| 12      | Ilija Pajmakoski      | MKD Macedônia do Norte   | 10:26.92 | Recorde pessoal      | 3      |
| 13      | Goran Petrić          | MNE Montenegro           | 11:10.32 | Recorde pessoal      | 2      |

### 110 metros com barreiras
Vento:
Bateria 1: +0.1 m/s
Bateria 2: +0.2 m/s
| Posição | Bateria | Atleta                 | Nacionalidade            | Tempo | Notas                | Pontos |
| ------- | ------- | ---------------------- | ------------------------ | ----- | -------------------- | ------ |
| 1       | 2       | Dominik Siedlaczek     | AUT Áustria              | 14.07 | Recorde pessoal      | 14     |
| 2       | 2       | Rahib Mammadov         | AZE Azerbaijão           | 14.22 | Recorde da temporada | 13     |
| 3       | 2       | Mahir Kurtalić         | BIH Bósnia e Herzegovina | 14.43 | Recorde pessoal      | 12     |
| 4       | 2       | Claude Godart          | LUX Luxemburgo           | 14.49 | Recorde da temporada | 11     |
| 5       | 2       | Tomer Almogy           | ISR Israel               | 14.66 | Recorde da temporada | 10     |
| 6       | 2       | Alexandru Crușelnițchi | MDA Moldávia             | 14.88 |                      | 9      |
| 7       | 1       | Temo Tsiramua          | GEO Geórgia              | 16.07 | Recorde pessoal      | 8      |
| 8       | 2       | Jakub Bottlík          | SVK Eslováquia           | 16.41 | Recorde pessoal      | 7      |
| 9       | 1       | Aleksandar Taneski     | MKD Macedônia do Norte   | 17.01 | Recorde pessoal      | 6      |
| 10      | 1       | Leonard Sangra         | AND Andorra              | 18.74 | Recorde pessoal      | 5      |
| 11      | 2       | Darko Pešić            | MNE Montenegro           | DNF   |                      | 0      |
| 11      | 1       | Bradley Mifsud         | MLT Malta                | DNS   |                      | 0      |
| 11      | 1       | Matteo Mosconi         | AASSE (SMR San Marino)   | DNS   |                      | 0      |

### 400 metros com barreiras
| Posição | Bateria | Atleta                | Nacionalidade            | Tempo   | Notas                | Pontos |
| ------- | ------- | --------------------- | ------------------------ | ------- | -------------------- | ------ |
| 1       | 2       | Martin Kučera         | SVK Eslováquia           | 50.70   |                      | 14     |
| 2       | 2       | Thomas Kain           | AUT Áustria              | 51.15   | Recorde da temporada | 13     |
| 3       | 2       | Maor Szeged           | ISR Israel               | 52.18   | Recorde da temporada | 12     |
| 4       | 2       | Andrei Daranuta       | MDA Moldávia             | 52.89   | Recorde pessoal      | 11     |
| 5       | 1       | Rusmir Malkočević     | BIH Bósnia e Herzegovina | 53.59   | Recorde pessoal      | 10     |
| 6       | 1       | Andrea Ercolani Volta | AASSE (SMR San Marino)   | 53.70   | Recorde nacional     | 9      |
| 7       | 2       | Jacques Frisch        | LUX Luxemburgo           | 53.89   | Recorde da temporada | 8      |
| 8       | 2       | Ibrahim Akhmedov      | AZE Azerbaijão           | 53.92   | Recorde da temporada | 7      |
| 9       | 1       | Dragan Pešić          | MNE Montenegro           | 55.91   | Recorde pessoal      | 6      |
| 10      | 2       | Denis Zhvania         | GEO Geórgia              | 56.47   | Recorde da temporada | 5      |
| 11      | 1       | Aleksandar Taneski    | MKD Macedônia do Norte   | 1:03.97 | Recorde pessoal      | 4      |
| 12      | 1       | Josep Sansa           | AND Andorra              | 1:04.17 | Recorde da temporada | 3      |
| 13      | 1       | Neil Brimmer          | MLT Malta                | DNS     |                      | 0      |

### Revezamento 4x100 m
| Posição | Raia | Nacionalidade                                                      | Atletas                                                                   | Tempo | Notas            | Pontos |
| ------- | ---- | ------------------------------------------------------------------ | ------------------------------------------------------------------------- | ----- | ---------------- | ------ |
| 1       | 2    | ISR Israel                                                         | Amir Hamidulin, Dayan Aviv, Amit Cohen, Imri Persiado                     | 40.25 |                  | 14     |
| 2       | 2    | AUT Áustria                                                        | Christoph Haslauer, Markus Fuchs, Benjamin Grill, Ekemini Bassey          | 40.36 |                  | 13     |
| 3       | 2    | SVK Eslováquia                                                     | Denis Danac, Roman Turcani, Ján Volko, Tomáš Benko                        | 40.80 |                  | 12     |
| 4       | 1    | MNE Montenegro                                                     | Luka Rakić, Bogić Vojvodić, Šćepan Ćetković, Blagota Petrićević           | 41.12 | Recorde nacional | 11     |
| 5       | 2    | AZE Azerbaijão                                                     | Kamran Asgarov, Vadim Ryabikhin, Valentin Bulychov, Rahib Mammadov        | 41.25 |                  | 10     |
| 6       | 1    | GEO Geórgia                                                        | Giorgi Azarashvili, Ludvik Zilbershtein, Nika Kartavtsev, Bachana Khorava | 41.35 |                  | 9      |
| 7       | 2    | MDA Moldávia                                                       | Oleg Șochin, Andrei Daranuţa, Andrei Doibani, Andrei Sturmilov            | 41.56 |                  | 8      |
| 8       | 2    | BIH Bósnia e Herzegovina                                           | Dejan Rašeta, Borislav Dragoljević, Nikola Brkić, Sait Huseinbašić        | 41.85 |                  | 7      |
| 9       | 2    | LUX Luxemburgo                                                     | Lionel Evora, Yoann Bebon, Olivier Boussong, Pol Bidaine                  | 42.54 |                  | 6      |
| 10      | 1    | AND Andorra                                                        | Leonard Sangra, Miquel Vilchez, Mikel de Sa, Moises Miret                 | 43.23 | Recorde nacional | 5      |
| 11      | 1    | AASSE GIB Gibraltar GIB Gibraltar LIE Liechtenstein SMR San Marino | Sean Collado, Jerai Torres, Fabian Haldner, Andrea Ercolani Volta         | 43.85 |                  | 4      |
| 12      | 1    | ALB Albânia                                                        | Izmir Smajlaj, Mario Shestani, Edison Muço, Ardit Rrashi                  | DSQ   |                  | 0      |
| 12      | 1    | MLT Malta                                                          | Julian Mifsud, Rachid Chouhal, Luke Bezzina, Lauran Dimech                | DSQ   |                  | 0      |

### Revezamento 4x400 m
| Posição | Raia | Nacionalidade                                                      | Atletas                                                                                    | Tempo   | Notas | Pontos |
| ------- | ---- | ------------------------------------------------------------------ | ------------------------------------------------------------------------------------------ | ------- | ----- | ------ |
| 1       | 2    | SVK Eslováquia                                                     | Lukáš Privalinec, Jozef Repčík, Denis Danac, Martin Kučera                                 | 3:08.80 |       | 14     |
| 2       | 2    | BIH Bósnia e Herzegovina                                           | Rusmir Malkočević, Semir Avdić, Borislav Dragoljević, Amel Tuka                            | 3:10.50 |       | 13     |
| 3       | 2    | ISR Israel                                                         | Donald Blair Sanford, Maor Seged, Aviv Dayan, Hai Cohen                                    | 3:11.09 |       | 12     |
| 4       | 2    | AZE Azerbaijão                                                     | Vadim Ryabikhn, Arif Abbasov, Elmir Jabrayilov, Hakim Ibrahimov                            | 3:11.18 |       | 11     |
| 5       | 2    | MDA Moldávia                                                       | Andrei Sturmilov, Bogdan Lusmanschi, Andrei Daranuta, Alexandru Babian                     | 3:11.47 |       | 10     |
| 6       | 1    | GEO Geórgia                                                        | Bachana Khorava, Soso Gogodze, Endrik Zilbershtein, Nika Kartavtsevi                       | 3:15.49 |       | 9      |
| 7       | 2    | AUT Áustria                                                        | Dominik Hufnagl, Gunther Matzinger, Thomas Peter Kain, Mario Gebhardt                      | 3:17.37 |       | 8      |
| 8       | 1    | MNE Montenegro                                                     | Srđan Marić, Dragan Pešić, Milan Nikolić, Šćepan Ćetković                                  | 3:19.87 |       | 7      |
| 9       | 2    | LUX Luxemburgo                                                     | Rick Horsmans, Jacques Frisch, Charel Gaspar, Tom Scholer                                  | 3:20.04 |       | 6      |
| 10      | 1    | MLT Malta                                                          | Neil Brimmer, Matthew John Croker, Simon Spiteri, Reece Dimech Alexander                   | 3:20.54 |       | 5      |
| 11      | 1    | MKD Macedônia do Norte                                             | Slave Koevski, Aleksandar Taneski, Aleksandar Stojanovski, Kristian Efremov                | 3:31.12 |       | 4      |
| 12      | 1    | AND Andorra                                                        | Miquel Vilchez Vendrell, Pol Moya Betriu, Daniel Augusto Maciel Barbosa, Mikel De Sa Gomes | 3:36.47 |       | 3      |
|         | 1    | ALB Albânia                                                        | Mario Shestani, Jorgo Mino, Edison Muco, Astrit Kryeziu                                    | DNS     |       | 0      |
|         | 1    | AASSE LIE Liechtenstein GIB Gibraltar GIB Gibraltar SMR San Marino | Fabian Haldner, Jerai Torres, Sean Collado, Andrea Ercolani Volta                          | DNS     |       | 0      |

### Salto em altura
| Posição | Atleta                    | Nacionalidade            | 1.60 | 1.75 | 1.90 | 1.95 | 2.00 | 2.04 | 2.08 | 2.12 | 2.15 | 2.18 | 2.20 | 2.22 | 2.24 | 2.26 | 2.29 | Resultado | Notas                | Pontos |
| ------- | ------------------------- | ------------------------ | ---- | ---- | ---- | ---- | ---- | ---- | ---- | ---- | ---- | ---- | ---- | ---- | ---- | ---- | ---- | --------- | -------------------- | ------ |
| 1       | Matúš Bubeník             | SVK Eslováquia           | –    | –    | –    | –    | o    | –    | o    | o    | o    | o    | x–   | o    | xx–  | o    | x    | 2.26      | Recorde da temporada | 14     |
| 2       | Andrei Mîtîcov            | MDA Moldávia             | –    | –    | –    | –    | o    | –    | o    | o    | o    | –    | o    | x–   | xo   | xx   |      | 2.24      | =                    | 13     |
| 3       | Dmitry Kroyter            | ISR Israel               | –    | –    | –    | –    | o    | –    | xo   | xo   | o    | o    | o    | xx   |      |      |      | 2.20      | =                    | 12     |
| 4       | Zurab Gogochuri           | GEO Geórgia              | –    | –    | –    | –    | –    | o    | –    | o    | o    | –    | x–   | xx   |      |      |      | 2.15      | =                    | 11     |
| 5       | Josip Kopic               | AUT Áustria              | –    | –    | –    | o    | o    | xo   | xxo  | o    | o    | x    |      |      |      |      |      | 2.15      | =                    | 10     |
| 6       | Eugenio Rossi             | AASSE (SMR San Marino)   | –    | –    | –    | –    | o    | o    | o    | xxo  | xo   | –    | –    | x    |      |      |      | 2.15      |                      | 9      |
| 7       | Azar Ahmadov              | AZE Azerbaijão           | –    | –    | o    | –    | o    | o    | o    | xxx  |      |      |      |      |      |      |      | 2.08      | Recorde pessoal      | 8      |
| 8       | Charel Gaspar             | LUX Luxemburgo           | –    | o    | o    | o    | o    | xo   | xxx  |      |      |      |      |      |      |      |      | 2.04      | Recorde pessoal      | 7      |
| 9       | Samir Hodžić              | BIH Bósnia e Herzegovina | –    | o    | xo   | xo   | xx   |      |      |      |      |      |      |      |      |      |      | 1.95      |                      | 6      |
| 10      | Andrew Cassar Torreggiani | MLT Malta                | o    | o    | xxx  |      |      |      |      |      |      |      |      |      |      |      |      | 1.75      | Recorde pessoal      | 4      |
| 10      | Moises Miret              | AND Andorra              | o    | o    | xxx  |      |      |      |      |      |      |      |      |      |      |      |      | 1.75      | Recorde pessoal      | 4      |
| 10      | Dragan Pešić              | MNE Montenegro           | –    | o    | xxx  |      |      |      |      |      |      |      |      |      |      |      |      | 1.75      |                      | 4      |
| 13      | Jovanche Jankovski        | MKD Macedônia do Norte   | xo   | xr   | xxx  |      |      |      |      |      |      |      |      |      |      |      |      | 1.60      | Recorde da temporada | 2      |

### Salto com vara
| Posição | Atleta                 | Nacionalidade            | 2.50 | 3.00 | 3.50 | 4.00 | 4.20 | 4.35 | 4.50 | 4.60 | 4.70 | 4.80 | 4.85 | 4.90 | 4.95 | 5.00 | 5.05 | 5.10 | 5.15 | 5.20 | 5.25 | Resultado | Notas                | Pontos |
| ------- | ---------------------- | ------------------------ | ---- | ---- | ---- | ---- | ---- | ---- | ---- | ---- | ---- | ---- | ---- | ---- | ---- | ---- | ---- | ---- | ---- | ---- | ---- | --------- | -------------------- | ------ |
| 1       | Ján Zmoray             | SVK Eslováquia           | –    | –    | –    | –    | –    | o    | –    | xo   | –    | o    | –    | –    | –    | o    | –    | xo   | xo   | x    |      | 5.15      | Recorde pessoal      | 14     |
| 2       | Paul Kilbertus         | AUT Áustria              | –    | –    | –    | –    | –    | –    | –    | –    | xo   | o    | –    | –    | –    | o    | –    | o    | x–   | xx   | x    | 5.10      | =                    | 13     |
| 3       | Etamar Bhastekar       | ISR Israel               | –    | –    | –    | –    | –    | –    | –    | –    | –    | o    | –    | o    | –    | o    | –    | x–   | xx   |      |      | 5.00      |                      | 12     |
| 4       | Sébastien Hoffelt      | LUX Luxemburgo           | –    | –    | –    | –    | –    | –    | –    | –    | o    | –    | –    | xxx  |      |      |      |      |      |      |      | 4.70      |                      | 11     |
| 5       | Miquel Vilchez         | AND Andorra              | –    | –    | –    | –    | –    | –    | xo   | –    | o    | xxx  |      |      |      |      |      |      |      |      |      | 4.70      | =                    | 10     |
| 6       | Stanislav Gheorghioglo | MDA Moldávia             | –    | –    | –    | –    | –    | xxo  | –    | xo   | r    |      |      |      |      |      |      |      |      |      |      | 4.60      |                      | 9      |
| 7       | Darko Pešić            | MNE Montenegro           | –    | –    | –    | xo   | xo   | o    | xr   |      |      |      |      |      |      |      |      |      |      |      |      | 4.35      | Recorde da temporada | 8      |
| 8       | Goran Pejić            | BIH Bósnia e Herzegovina | –    | –    | o    | xxx  |      |      |      |      |      |      |      |      |      |      |      |      |      |      |      | 3.50      | Recorde da temporada | 7      |
| 9       | Giorgi Gureshidze      | GEO Geórgia              | –    | o    | xo   | xxx  |      |      |      |      |      |      |      |      |      |      |      |      |      |      |      | 3.50      | Recorde pessoal      | 6      |
| 10      | Clayton Sheldon        | MLT Malta                | o    | o    | xxx  |      |      |      |      |      |      |      |      |      |      |      |      |      |      |      |      | 3.00      | Recorde pessoal      | 5      |
| 11      | Shimshak Alizada       | AZE Azerbaijão           | –    | –    | xxx  |      |      |      |      |      |      |      |      |      |      |      |      |      |      |      |      | NM        |                      | 0      |

### Salto em comprimento
| Posição | Atleta               | Nacionalidade            | #1   | #2   | #3   | #4   | Resultado | Notas                | Pontos |
| ------- | -------------------- | ------------------------ | ---- | ---- | ---- | ---- | --------- | -------------------- | ------ |
| 1       | Bachana Khorava      | GEO Geórgia              | 7.31 | 7.49 | 7.64 | 6.97 | 7.64      |                      | 14     |
| 2       | Izmir Smajlaj        | ALB Albânia              | 7.40 | 7.52 | x    | 5.78 | 7.52      | Recorde da temporada | 13     |
| 3       | Dominik Distelberger | AUT Áustria              | x    | x    | 7.30 | x    | 7.30      | Recorde da temporada | 12     |
| 4       | Gilron Tsabkevich    | ISR Israel               | 6.87 | 7.07 | 7.16 | 7.14 | 7.16      |                      | 11     |
| 5       | Ian Paul Grech       | MLT Malta                | x    | 7.13 | x    |      | 7.13      | Recorde pessoal      | 10     |
| 6       | Tomáš Veszelka       | SVK Eslováquia           | x    | x    | 7.01 |      | 7.01      |                      | 9      |
| 7       | Murad Ibadullayev    | AZE Azerbaijão           | 6.71 | 6.59 | 6.99 |      | 6.99      |                      | 8      |
| 8       | Darko Pešić          | MNE Montenegro           | 6.82 | 6.94 | 6.91 |      | 6.94      | Recorde da temporada | 7      |
| 9       | Yoann Bebon          | LUX Luxemburgo           | 6.81 | 6.58 | 6.25 |      | 6.81      |                      | 6      |
| 10      | Federico Gorrieri    | AASSE (SMR San Marino)   | 6.79 | 6.57 | x    |      | 6.79      |                      | 5      |
| 11      | Nikola Brkić         | BIH Bósnia e Herzegovina | 6.76 | x    | 6.53 |      | 6.76      | Recorde da temporada | 4      |
| 12      | Slavcho Mirchevski   | MKD Macedônia do Norte   | x    | x    | 6.66 |      | 6.66      | Recorde da temporada | 3      |
| 13      | Alexandr Cuharenco   | MDA Moldávia             | 6.48 | 6.30 | –    |      | 6.48      | Recorde da temporada | 2      |
| 14      | Moises Miret         | AND Andorra              | 5.14 | 5.86 | 5.19 |      | 5.86      | Recorde pessoal      | 1      |

### Salto triplo
| Posição | Atleta             | Nacionalidade            | #1    | #2    | #3    | #4    | Resultado | Notas                | Pontos |
| ------- | ------------------ | ------------------------ | ----- | ----- | ----- | ----- | --------- | -------------------- | ------ |
| 1       | Nazim Babayev      | AZE Azerbaijão           | 15.97 | x     | x     | 16.38 | 16.38     |                      | 14     |
| 2       | Vladimir Letnicov  | MDA Moldávia             | x     | 16.24 | x     | 16.34 | 16.34     | =                    | 13     |
| 3       | Tom Yakubov        | ISR Israel               | 15.43 | 15.87 | 15.75 | 15.73 | 15.87     |                      | 12     |
| 4       | Lasha Torgvaidze   | GEO Geórgia              | 15.67 | 15.80 | 15.57 | x     | 15.80     |                      | 11     |
| 5       | Izmir Smajlaj      | ALB Albânia              | 12.68 | x     | 15.38 |       | 15.38     | Recorde da temporada | 10     |
| 6       | Martin Koch        | SVK Eslováquia           | 15.38 | x     | x     |       | 15.38     | Recorde da temporada | 9      |
| 7       | Roman Schmied      | AUT Áustria              | 14.18 | 15.22 | 14.86 |       | 15.22     |                      | 8      |
| 8       | Ian Paul Grech     | MLT Malta                | x     | 14.22 | 14.15 |       | 14.22     | Recorde pessoal      | 7      |
| 9       | Blagota Petrićević | MNE Montenegro           | 13.88 | x     | r     |       | 13.88     | Recorde pessoal      | 6      |
| 10      | Federico Gorrieri  | AASSE (SMR San Marino)   | 13.58 | 13.26 | 13.54 |       | 13.58     | Recorde da temporada | 5      |
| 11      | Anes Hodžić        | BIH Bósnia e Herzegovina | 13.30 | 12.91 | 13.51 |       | 13.51     |                      | 4      |
| 12      | Ben Kiffer         | LUX Luxemburgo           | 13.18 | 12.88 | 11.80 |       | 13.18     | Recorde pessoal      | 3      |
| 13      | Moises Miret       | AND Andorra              | 11.57 | x     | 11.85 |       | 11.85     | Recorde pessoal      | 2      |
| 14      | Slavcho Mirchevski | MKD Macedônia do Norte   |       |       |       |       | NM        |                      | 0      |

### Arremesso de peso
| Posição | Atleta              | Nacionalidade             | #1    | #2    | #3    | #4    | Resultado | Notas                | Pontos |
| ------- | ------------------- | ------------------------- | ----- | ----- | ----- | ----- | --------- | -------------------- | ------ |
| 1       | Hamza Alić          | BIH Bósnia e Herzegovina  | x     | 20.26 | x     | x     | 20.26     |                      | 14     |
| 2       | Ivan Emilianov      | MDA Moldávia              | 18.76 | 18.54 | 18.60 | x     | 18.76     |                      | 13     |
| 3       | Lukas Weißhaidinger | AUT Áustria               | 18.48 | x     | 18.43 | 18.47 | 18.48     |                      | 12     |
| 4       | Bob Bertemes        | LUX Luxemburgo            | 17.93 | x     | x     | x     | 17.93     |                      | 11     |
| 5       | Matúš Olej          | SVK Eslováquia            | 16.90 | 17.61 | 17.47 |       | 17.61     | Recorde da temporada | 10     |
| 6       | Tomaš Djurović      | MNE Montenegro            | 17.57 | x     | x     |       | 17.57     |                      | 9      |
| 7       | Itamar Levi         | ISR Israel                | x     | 16.73 | 17.23 |       | 17.23     |                      | 8      |
| 8       | Tofig Mammadov      | AZE Azerbaijão            | 15.45 | 16.71 | x     |       | 16.71     | Recorde pessoal      | 7      |
| 9       | Adriatik Hoxha      | ALB Albânia               | 14.60 | –     | –     |       | 14.60     | Recorde da temporada | 6      |
| 10      | Lawrence Ransley    | MLT Malta                 | 13.79 | 13.46 | 13.68 |       | 13.79     | Recorde da temporada | 5      |
| 11      | Goga Tchikhvaria    | GEO Geórgia               | 12.19 | x     | 12.50 |       | 12.50     | Recorde pessoal      | 4      |
| 12      | Marjan Nojkovski    | MKD Macedônia do Norte    | x     | x     | 12.31 |       | 12.31     | Recorde da temporada | 3      |
| 13      | Unai Olea Perez     | AND Andorra               | 10.86 | x     | 10.87 |       | 10.87     | Recorde da temporada | 2      |
| 14      | Simon Hasler        | AASSE (LIE Liechtenstein) |       |       |       |       | DNS       |                      |        |

### Lançamento de disco
| Posição | Atleta               | Nacionalidade            | #1    | #2    | #3    | #4    | Resultado | Notas                | Pontos |
| ------- | -------------------- | ------------------------ | ----- | ----- | ----- | ----- | --------- | -------------------- | ------ |
| 1       | Gerhard Mayer        | AUT Áustria              | x     | 59.48 | 56.85 | x     | 59.48     |                      | 14     |
| 2       | Nicolai Ceban        | MDA Moldávia             | 53.95 | 53.77 | 53.46 | x     | 53.95     |                      | 13     |
| 3       | Kemal Mešić          | BIH Bósnia e Herzegovina | 46.45 | 50.26 | 49.78 | 49.31 | 50.26     | Recorde da temporada | 12     |
| 4       | Itamar Levi          | ISR Israel               | 48.50 | x     | 50.13 | 48.14 | 50.13     | Recorde da temporada | 11     |
| 5       | Tomaš Djurović       | MNE Montenegro           | 47.16 | 49.01 | 49.42 |       | 49.42     | Recorde da temporada | 10     |
| 6       | Sven Forster         | LUX Luxemburgo           | x     | 48.54 | x     |       | 48.54     |                      | 9      |
| 7       | Matúš Olej           | SVK Eslováquia           | 46.08 | x     | 47.54 |       | 47.54     | Recorde da temporada | 8      |
| 8       | Ilia Martkoplishvili | GEO Geórgia              | x     | 45.61 | 43.35 |       | 45.61     | Recorde da temporada | 7      |
| 9       | Ismail Aliyev        | AZE Azerbaijão           | x     | x     | 41.59 |       | 41.59     | Recorde pessoal      | 6      |
| 10      | Mario Mifsud         | MLT Malta                | 39.97 | x     | 38.90 |       | 39.97     | Recorde da temporada | 5      |
| 11      | Stefan Stefanovski   | MKD Macedônia do Norte   | x     | 37.26 | 37.93 |       | 37.93     | Recorde pessoal      | 4      |
| 12      | Unai Olea Perez      | AND Andorra              | 36.40 | 37.58 | 37.31 |       | 37.58     | Recorde pessoal      | 3      |
| 13      | Adriatik Hoxha       | ALB Albânia              |       |       |       |       | DNS       |                      |        |

### Lançamento de martelo
| Posição | Atleta           | Nacionalidade            | #1    | #2    | #3    | #4    | Resultado | Notas                | Pontos |
| ------- | ---------------- | ------------------------ | ----- | ----- | ----- | ----- | --------- | -------------------- | ------ |
| 1       | Marcel Lomnický  | SVK Eslováquia           | 69.21 | 75.41 | 75.21 | x     | 75.41     |                      | 14     |
| 2       | Serghei Marghiev | MDA Moldávia             | x     | 72.35 | 73.09 | 72.47 | 73.09     |                      | 13     |
| 3       | Benjamin Siart   | AUT Áustria              | 55.25 | 54.21 | 56.77 | x     | 56.77     |                      | 12     |
| 4       | Goga Tchikhvaria | GEO Geórgia              | x     | 55.72 | 56.73 |       | 56.73     | Recorde pessoal      | 11     |
| 5       | Viktor Zaginaiko | ISR Israel               | x     | x     | 56.14 |       | 56.14     | Recorde da temporada | 10     |
| 6       | Steve Tonizzo    | LUX Luxemburgo           | 45.97 | x     | 49.65 |       | 49.65     | Recorde da temporada | 9      |
| 7       | Rachid Chouhal   | MLT Malta                | x     | 40.89 | x     |       | 40.89     |                      | 8      |
| 8       | Borko Poznanović | MNE Montenegro           | x     | 38.22 | 37.03 |       | 38.22     |                      | 7      |
| 9       | Zlatan Šeranić   | BIH Bósnia e Herzegovina | 36.93 | x     | x     |       | 36.93     | Recorde da temporada | 6      |
| 10      | Rodrigo Llados   | AND Andorra              | x     | 35.36 | 35.72 |       | 35.72     | Recorde da temporada | 5      |
| 11      | Dejan Angelovski | MKD Macedônia do Norte   | 28.37 | 30.83 | x     |       | 30.83     | Recorde pessoal      | 4      |
| 12      | Dzmitry Marshin  | AZE Azerbaijão           | 69.37 | 72.79 | 67.54 | 71.67 | DSQ       |                      | 0      |

### Lançamento de dardo
| Posição | Atleta              | Nacionalidade            | #1    | #2    | #3    | #4    | Resultado | Notas                | Pontos |
| ------- | ------------------- | ------------------------ | ----- | ----- | ----- | ----- | --------- | -------------------- | ------ |
| 1       | Patrik Žeňúch       | SVK Eslováquia           | 74.89 | x     | 71.33 | 72.14 | 74.89     |                      | 14     |
| 2       | Rostom Chincharauli | GEO Geórgia              | x     | x     | 71.32 | 69.99 | 71.32     | Recorde da temporada | 13     |
| 3       | Alan Ferber         | ISR Israel               | 70.01 | 68.51 | 69.28 | 70.18 | 70.18     |                      | 12     |
| 4       | Adrian Mardari      | MDA Moldávia             | x     | 64.48 | 64.95 | x     | 64.95     |                      | 11     |
| 5       | Matthias Kaserer    | AUT Áustria              | 64.07 | 64.56 | 64.24 |       | 64.56     |                      | 10     |
| 6       | Antoine Wagner      | LUX Luxemburgo           | 61.36 | 63.18 | 61.94 |       | 63.18     |                      | 9      |
| 7       | Bradley Mifsud      | MLT Malta                | 62.67 | 60.02 | x     |       | 62.67     | NJR                  | 8      |
| 8       | Dejan Mileusnić     | BIH Bósnia e Herzegovina | 58.86 | 62.57 | –     |       | 62.57     |                      | 7      |
| 9       | Nikola Zindović     | MNE Montenegro           | 56.61 | 58.15 | 58.59 |       | 58.59     |                      | 6      |
| 10      | Dejan Angelovski    | MKD Macedônia do Norte   | 48.14 | 49.16 | 52.66 |       | 52.66     | Recorde da temporada | 5      |
| 11      | Orxan Qasimov       | AZE Azerbaijão           | 49.35 | 48.45 | 50.07 |       | 50.07     | Recorde da temporada | 4      |
| 12      | Rodrigo Llados      | AND Andorra              | 35.84 | x     | 33.03 |       | 35.84     | Recorde pessoal      | 3      |
| 13      | Albert Marashi      | ALB Albânia              |       |       |       |       | DNS       |                      |        |

## Feminino

### 100 metros
Vento:
Bateira 1: -0.4 m/s
Bateria 2: 0.3 m/s
| Posição | Bateria | Atleta              | Nacionalidade            | Tempo | Notas                | Pontos |
| ------- | ------- | ------------------- | ------------------------ | ----- | -------------------- | ------ |
| 1       | 2       | Olga Lenskiy        | ISR Israel               | 11.61 |                      | 14     |
| 2       | 2       | Charlotte Wingfield | MLT Malta                | 11.69 | Recorde pessoal      | 13     |
| 3       | 2       | Lenka Kršáková      | SVK Eslováquia           | 11.76 |                      | 12     |
| 4       | 2       | Viola Kleiser       | AUT Áustria              | 11.95 |                      | 11     |
| 5       | 2       | Tiffany Tshilumba   | LUX Luxemburgo           | 12.03 | Recorde da temporada | 10     |
| 6       | 2       | Valeriya Balyanina  | AZE Azerbaijão           | 12.07 |                      | 9      |
| 7       | 2       | Alina Cravcenco     | MDA Moldávia             | 12.26 |                      | 8      |
| 8       | 1       | Cristina Llovera    | AND Andorra              | 12.34 | Recorde pessoal      | 7      |
| 9       | 1       | Marija Stillo       | ALB Albânia              | 12.55 | Recorde pessoal      | 6      |
| 10      | 1       | Mariam Bedukadze    | GEO Geórgia              | 12.57 | Recorde pessoal      | 5      |
| 11      | 1       | Ksenija Kecman      | BIH Bósnia e Herzegovina | 12.70 | Recorde pessoal      | 4      |
| 12      | 1       | Kristina Dubak      | MNE Montenegro           | 12.77 |                      | 3      |
| 13      | 1       | Valbona Selimi      | MKD Macedônia do Norte   | 12.83 |                      | 2      |
| 14      | 1       | Laura Bevington     | AASSE (GIB Gibraltar)    | 13.59 |                      | 1      |

### 200 metros
Vento:
Bateria 1: -0.9 m/s
Bateria 2: +0.5 m/s
| Posição | Bateria | Atleta              | Nacionalidade            | Tempo | Notas           | Pontos |
| ------- | ------- | ------------------- | ------------------------ | ----- | --------------- | ------ |
| 1       | 2       | Olga Lenskiy        | ISR Israel               | 23.40 |                 | 14     |
| 2       | 2       | Alexandra Bezeková  | SVK Eslováquia           | 23.72 | Recorde pessoal | 13     |
| 3       | 2       | Viola Kleiser       | AUT Áustria              | 23.85 |                 | 12     |
| 4       | 2       | Charlotte Wingfield | MLT Malta                | 24.32 | Recorde pessoal | 11     |
| 5       | 2       | Tiffany Tshilumba   | LUX Luxemburgo           | 24.58 |                 | 10     |
| 6       | 2       | Alina Cravcenco     | MDA Moldávia             | 24.80 |                 | 9      |
| 7       | 2       | Valeriya Balyanina  | AZE Azerbaijão           | 24.81 | Recorde pessoal | 8      |
| 8       | 1       | Kanita Bilić        | BIH Bósnia e Herzegovina | 25.39 |                 | 7      |
| 9       | 1       | Mariam Bedukadze    | GEO Geórgia              | 25.55 | Recorde pessoal | 6      |
| 10      | 1       | Cristina Llovera    | AND Andorra              | 25.61 | Recorde pessoal | 5      |
| 11      | 1       | Iveta Urshini       | ALB Albânia              | 25.89 | Recorde pessoal | 4      |
| 12      | 1       | Kristina Dubak      | MNE Montenegro           | 26.25 |                 | 3      |
| 13      | 1       | Drita Isljami       | MKD Macedônia do Norte   | 26.27 |                 | 2      |
| 14      | 1       | Zyanne Hook         | AASSE (GIB Gibraltar)    | 26.61 |                 | 1      |

### 400 metros
| Posição | Bateria | Atleta                | Nacionalidade            | Tempo   | Notas                | Pontos |
| ------- | ------- | --------------------- | ------------------------ | ------- | -------------------- | ------ |
| 1       | 2       | Iveta Putálová        | SVK Eslováquia           | 53.07   |                      | 14     |
| 2       | 2       | Susanne Walli         | AUT Áustria              | 53.65   | Recorde pessoal      | 13     |
| 3       | 2       | Olesea Cojuhari       | MDA Moldávia             | 54.20   | Recorde da temporada | 12     |
| 4       | 2       | Janet Richard         | MLT Malta                | 55.06   | Recorde da temporada | 11     |
| 5       | 2       | Shafa Mammadova       | AZE Azerbaijão           | 55.97   | Recorde pessoal      | 10     |
| 6       | 1       | Milica Ožegović       | BIH Bósnia e Herzegovina | 56.36   |                      | 9      |
| 7       | 2       | Dariya Lokshin        | ISR Israel               | 56.84   |                      | 8      |
| 8       | 1       | Mariam Martinenko     | GEO Geórgia              | 58.10   | Recorde pessoal      | 7      |
| 9       | 2       | Tamara Krumlovsky     | LUX Luxemburgo           | 58.56   |                      | 6      |
| 10      | 1       | Frosina Risteska      | MKD Macedônia do Norte   | 58.90   |                      | 5      |
| 11      | 1       | Bruxhilda Qosja       | ALB Albânia              | 1:01.07 |                      | 4      |
| 12      | 1       | Zyanne Hook           | AASSE (GIB Gibraltar)    | 1:01.24 |                      | 3      |
| 13      | 1       | Ivana Sinđić          | MNE Montenegro           | 1:04.38 |                      | 2      |
| 14      | 1       | Maria Morato Canabate | AND Andorra              | 1:07.92 |                      | 1      |

### 800 metros
| Posição | Atleta              | Nacionalidade             | Tempo   | Notas                | Pontos |
| ------- | ------------------- | ------------------------- | ------- | -------------------- | ------ |
| 1       | Charline Mathias    | LUX Luxemburgo            | 2:01.77 |                      | 14     |
| 2       | Luiza Gega          | ALB Albânia               | 2:02.36 |                      | 13     |
| 3       | Anastasiya Komarova | AZE Azerbaijão            | 2:02.50 | Recorde pessoal      | 12     |
| 4       | Carina Schrempf     | AUT Áustria               | 2:05.55 |                      | 11     |
| 5       | Paula Habovštiaková | SVK Eslováquia            | 2:07.67 | Recorde da temporada | 10     |
| 6       | Vergilia Rotaru     | MDA Moldávia              | 2:08.67 | Recorde pessoal      | 9      |
| 7       | Vladana Gavranović  | BIH Bósnia e Herzegovina  | 2:09.45 | Recorde da temporada | 8      |
| 8       | Shanie Landen       | ISR Israel                | 2:10.36 |                      | 7      |
| 9       | Francesca Borg      | MLT Malta                 | 2:14.21 |                      | 6      |
| 10      | Tinatin Papuashvili | GEO Geórgia               | 2:15.33 | Recorde pessoal      | 5      |
| 11      | Laia Isus Vilaprino | AND Andorra               | 2:20.75 | Recorde pessoal      | 4      |
| 12      | Jovana Đurović      | MNE Montenegro            | 2:29.07 |                      | 3      |
| 13      | Sermedie Latifova   | MKD Macedônia do Norte    | 2:30.27 |                      | 2      |
| 14      | Olivia Bissegger    | AASSE (LIE Liechtenstein) | 2:30.64 |                      | 1      |

### 1500 metros
| Posição | Atleta               | Nacionalidade             | Tempo   | Notas                | Pontos |
| ------- | -------------------- | ------------------------- | ------- | -------------------- | ------ |
| 1       | Luiza Gega           | ALB Albânia               | 4:11.58 |                      | 14     |
| 2       | Maor Tiyouri         | ISR Israel                | 4:26.86 | Recorde pessoal      | 13     |
| 3       | Martine Nobili       | LUX Luxemburgo            | 4:27.46 |                      | 12     |
| 4       | Elisabeth Niedereder | AUT Áustria               | 4:29.23 |                      | 11     |
| 5       | Paula Habovštiaková  | SVK Eslováquia            | 4:30.17 |                      | 10     |
| 6       | Vladana Gavranović   | BIH Bósnia e Herzegovina  | 4:34.32 |                      | 9      |
| 7       | Tinatin Papuashvili  | GEO Geórgia               | 4:42.20 | Recorde pessoal      | 8      |
| 8       | Laia Isus Vilaprino  | AND Andorra               | 4:46.10 | Recorde pessoal      | 7      |
| 9       | Iuliana Tcaciova     | MDA Moldávia              | 4:48.70 |                      | 6      |
| 10      | Mona Lisa Camilleri  | MLT Malta                 | 4:53.17 |                      | 5      |
| 11      | Lidija Todorović     | MNE Montenegro            | 5:03.39 | Recorde da temporada | 4      |
| 12      | Marija Stojanovska   | MKD Macedônia do Norte    | 5:04.28 |                      | 3      |
| 13      | Olivia Bissegger     | AASSE (LIE Liechtenstein) | 5:05.26 |                      | 2      |
|         | Chaltu Beji          | AZE Azerbaijão            | DSQ     |                      | 0      |

### 3000 metros
| Posição | Atleta               | Nacionalidade            | Tempo    | Notas                | Pontos |
| ------- | -------------------- | ------------------------ | -------- | -------------------- | ------ |
| 1       | Jennifer Wenth       | AUT Áustria              | 9:11.98  |                      | 14     |
| 2       | Maor Tiyouri         | ISR Israel               | 9:32.11  | Recorde pessoal      | 13     |
| 3       | Bontu Megersa        | AZE Azerbaijão           | 9:42.14  |                      | 12     |
| 4       | Lucia Kimani         | BIH Bósnia e Herzegovina | 9:55.34  | Recorde da temporada | 11     |
| 5       | Ľubomíra Maníková    | SVK Eslováquia           | 9:57.89  | Recorde da temporada | 10     |
| 6       | Slađana Perunović    | MNE Montenegro           | 9:58.75  |                      | 9      |
| 7       | Vera Hoffmann        | LUX Luxemburgo           | 10:01.50 | Recorde pessoal      | 8      |
| 8       | Natalia Clipca       | MDA Moldávia             | 10:29.19 |                      | 7      |
| 9       | Lisa Marie Bezzina   | MLT Malta                | 10:42.32 | Recorde pessoal      | 6      |
| 10      | Alison Edwards       | AASSE (GIB Gibraltar)    | 11:09.54 |                      | 5      |
| 11      | Silvia Felipo Sune   | AND Andorra              | 11:31.43 |                      | 4      |
| 12      | Adrijana Pop Arsova  | MKD Macedônia do Norte   | 12:07.81 |                      | 3      |
| 13      | Lidia Berdzenishvili | GEO Geórgia              | 12:38.68 |                      | 2      |

### 5000 metros
| Posição | Atleta              | Nacionalidade            | Tempo    | Notas                | Pontos |
| ------- | ------------------- | ------------------------ | -------- | -------------------- | ------ |
| 1       | Anita Baierl        | AUT Áustria              | 16:33.09 |                      | 14     |
| 2       | Bontu Megersa       | AZE Azerbaijão           | 16:44.57 |                      | 13     |
| 3       | Lucia Kimani        | BIH Bósnia e Herzegovina | 16:47.13 | Recorde da temporada | 12     |
| 4       | Katarína Berešová   | SVK Eslováquia           | 16:52.06 |                      | 11     |
| 5       | Martine Mellina     | LUX Luxemburgo           | 17:16.14 |                      | 10     |
| 6       | Azaunt Taka         | ISR Israel               | 17:29.30 |                      | 9      |
| 7       | Slađana Perunović   | MNE Montenegro           | 17:43.40 |                      | 8      |
| 8       | Giuli Dekanadze     | GEO Geórgia              | 18:25.46 |                      | 7      |
| 9       | Giselle Camilleri   | MLT Malta                | 19:14.66 | Recorde pessoal      | 6      |
| 10      | Alison Edwards      | AASSE (GIB Gibraltar)    | 19:22.69 |                      | 5      |
| 11      | Adrijana Pop Arsova | MKD Macedônia do Norte   | 21:45.63 |                      | 4      |
|         | Natalia Cercheș     | MDA Moldávia             | DNF      |                      | 0      |
|         | Silvia Felipo Sune  | AND Andorra              | DNS      |                      | 0      |

### 3000 metros com obstáculos
| Posição | Atleta              | Nacionalidade            | Tempo    | Notas                | Pontos |
| ------- | ------------------- | ------------------------ | -------- | -------------------- | ------ |
| 1       | Olesea Smovjenco    | MDA Moldávia             | 10:55.61 | Recorde pessoal      | 14     |
| 2       | Rahima Zukić        | BIH Bósnia e Herzegovina | 10:59.76 |                      | 13     |
| 3       | Danna Levin         | ISR Israel               | 11:02.57 | Recorde da temporada | 12     |
| 4       | Stefanie Huber      | AUT Áustria              | 11:09.22 |                      | 11     |
| 5       | Katarína Belová     | SVK Eslováquia           | 11:11.34 |                      | 10     |
| 6       | Giuli Dekanadze     | GEO Geórgia              | 11:23.18 |                      | 9      |
| 7       | Mona Lisa Camilleri | MLT Malta                | 11:28.28 | Recorde pessoal      | 8      |
| 8       | Liz Weiler          | LUX Luxemburgo           | 11:41.55 | Recorde pessoal      | 7      |
| 9       | Lidija Todorović    | MNE Montenegro           | 12:28.10 |                      | 6      |
|         | Marija Stojanovska  | MKD Macedônia do Norte   | DNS      |                      | 0      |
|         | Chaltu Beji         | AZE Azerbaijão           | DSQ      |                      | 0      |

### 100 metros com barreiras
Vento:
Bateria 1: -0.5 m/s
Bateria 2: 0.0 m/s
| Posição | Bateria | Atleta                   | Nacionalidade            | Tempo | Notas                | Pontos |
| ------- | ------- | ------------------------ | ------------------------ | ----- | -------------------- | ------ |
| 1       | 2       | Beate Schrott            | AUT Áustria              | 13.18 |                      | 14     |
| 2       | 2       | Lucia Mokrášová          | SVK Eslováquia           | 13.92 | Recorde da temporada | 13     |
| 3       | 2       | Gorana Cvijetić          | BIH Bósnia e Herzegovina | 14.11 | Recorde da temporada | 12     |
| 4       | 2       | Victoria Rausch          | LUX Luxemburgo           | 14.19 |                      | 11     |
| 5       | 2       | Maya Aviezer             | ISR Israel               | 14.21 |                      | 10     |
| 6       | 2       | Yekaterina Sokolova      | AZE Azerbaijão           | 14.42 |                      | 9      |
| 7       | 2       | Anna Berghii             | MDA Moldávia             | 14.95 |                      | 8      |
| 8       | 1       | Rebecca Anne Fitz        | MLT Malta                | 16.37 |                      | 7      |
| 9       | 1       | Ljiljana Matović         | MNE Montenegro           | 16.90 |                      | 6      |
| 10      | 1       | Ivona Dimitrieska        | MKD Macedônia do Norte   | 17.70 |                      | 5      |
| 11      | 1       | Ainara Revuelta Pellicer | AND Andorra              | 18.72 | Recorde pessoal      | 4      |
|         | 2       | Maiko Gogoladze          | GEO Geórgia              | DNS   |                      | 0      |

### 400 metros com barreiras
| Posição | Bateria | Atleta                   | Nacionalidade            | Tempo   | Notas | Pontos |
| ------- | ------- | ------------------------ | ------------------------ | ------- | ----- | ------ |
| 1       | 2       | Verena Menapace          | AUT Áustria              | 58.94   |       | 14     |
| 2       | 2       | Kim Reuland              | LUX Luxemburgo           | 59.80   |       | 13     |
| 3       | 2       | Andrea Holleyová         | SVK Eslováquia           | 59.81   |       | 12     |
| 4       | 2       | Anna Berghii             | MDA Moldávia             | 59.82   |       | 11     |
| 5       | 2       | Alexsandra Lokshin       | ISR Israel               | 1:01.58 |       | 10     |
| 6       | 2       | Gorana Cvijetić          | BIH Bósnia e Herzegovina | 1:02.83 |       | 9      |
| 7       | 2       | Drita Isljami            | MKD Macedônia do Norte   | 1:03.32 |       | 8      |
| 8       | 1       | Marilyn Grech            | MLT Malta                | 1:04.87 |       | 7      |
| 9       | 1       | Lidiya Salikhova         | AZE Azerbaijão           | 1:06.02 |       | 6      |
| 10      | 1       | Elene Khuskivadze        | GEO Geórgia              | 1:07.90 |       | 5      |
| 11      | 1       | Ana Mrvaljević           | MNE Montenegro           | 1:08.48 |       | 4      |
| 12      | 1       | Bruxhilda Qosja          | ALB Albânia              | 1:11.54 |       | 3      |
| 13      | 1       | Ainara Revuelta Pellicer | AND Andorra              | 1:11.72 |       | 2      |

### Revezamento 4x100 m
| Posição | Raia | Nacionalidade            | Atletas                                                                         | Tempo | Notas | Pontos |
| ------- | ---- | ------------------------ | ------------------------------------------------------------------------------- | ----- | ----- | ------ |
| 1       | 2    | SVK Eslováquia           | Lenka Kršáková, Iveta Putálová, Jana Velďáková, Alexandra Bezeková              | 44.92 |       | 14     |
| 2       | 2    | ISR Israel               | Dikla Goldenthal, Olga Lenskiy, Diana Vaisman, Efat Zelikovich                  | 45.23 |       | 13     |
| 3       | 2    | AUT Áustria              | Eva-Maria Wimberger, Viola Kleiser, Alexandra Toth, Julia Schwarzinger          | 45.24 |       | 12     |
| 4       | 2    | AZE Azerbaijão           | Yekaterina Sokolova, Yelena Chebanu, Valeriya Balyanina, Alyona Setina          | 46.10 |       | 11     |
| 5       | 1    | MLT Malta                | Sarah Busuttil, Janet Richard, Rachel Fitz, Charlotte Wingfield                 | 46.24 |       | 10     |
| 6       | 2    | MDA Moldávia             | Uliana Busila, Olesea Cojuhari, Alina Bordea, Alina Cravcenco                   | 47.18 |       | 9      |
| 7       | 2    | BIH Bósnia e Herzegovina | Anja Erceg, Nikolija Stanivuković, Svjetlana Graorac, Ivana Macanović           | 48.17 |       | 8      |
| 8       | 1    | AND Andorra              | Cristina Llovera, Claudia Guri, Maria Gomez Cabeza, Maria Morato Canabate       | 50.76 |       | 7      |
| 9       | 1    | MNE Montenegro           | Ivana Sinđić, Ana Mrvaljević, Ljiljana Matović, Kristina Dubak                  | 51.17 |       | 6      |
|         | 2    | LUX Luxemburgo           | Lara Marx, Anais Bauer, Laurence Jones, Patrizia Van Der Weken                  | DNF   |       | 0      |
|         | 1    | ALB Albânia              | Ana Burda, Iveta Urshini, Bruxhilda Qosja, Marija Stillo                        | DSQ   |       | 0      |
|         | 1    | GEO Geórgia              | Mariam Martinenko, Mariam Badukadze, Mariam Chakabadze, Salome Potskhverashvili | DSQ   |       | 0      |

### Revezamento 4x400 m
| Posição | Raia | Nacionalidade            | Atletas                                                                               | Tempo   | Notas | Pontos |
| ------- | ---- | ------------------------ | ------------------------------------------------------------------------------------- | ------- | ----- | ------ |
| 1       | 2    | SVK Eslováquia           | Sylvia Šalgovičová, Iveta Putálová, Alexandra Štuková, Alexandra Bezeková             | 3:35.03 |       | 14     |
| 2       | 2    | AUT Áustria              | Julia Schwarzinger, Susanne Walli, Verena Menapace, Carina Schrempf                   | 3:37.51 |       | 13     |
| 3       | 2    | MDA Moldávia             | Alina Bordea, Vergilia Rotaru, Anna Berghii, Olesea Cojuhari                          | 3:41.94 |       | 12     |
| 4       | 2    | LUX Luxemburgo           | Tamara Krumlovsky, Charline Mathias, Martine Nobili, Kim Reuland                      | 3:44.13 |       | 11     |
| 5       | 2    | AZE Azerbaijão           | Shafa Mammadova, Adila Mammadli, Zakiyya Hasanova, Anastasiya Komarova                | 3:44.40 |       | 10     |
| 6       | 1    | MLT Malta                | Ylenia Pace, Francesca Borg, Charlene Attard, Janet Richard                           | 3:47.93 |       | 9      |
| 7       | 2    | BIH Bósnia e Herzegovina | Ivana Macanović, Kanita Bilić, Vladana Gavranović, Milica Ožegović                    | 3:51.13 |       | 8      |
| 8       | 1    | GEO Geórgia              | Mariam Martinenko, Mariam Badukadze, Mariam Chakaberia, Elene Khuskivadze             | 3:59.02 |       | 7      |
| 9       | 1    | MKD Macedônia do Norte   | Vera Urdarevska, Sermedie Latifova, Drita Isljami, Frosina Risteska                   | 4:00.81 |       | 6      |
| 10      | 1    | AND Andorra              | Cristina Llovera, Ainara Revuelta Pellicer, Maria Gomez Cabeza, Maria Morato Canabate | 4:17.57 |       | 5      |
|         | 2    | ISR Israel               | Alexsandra Lokshin, Dariya Lokshin, Margareta Pogorelov, Shanie Landen                | DSQ     |       | 0      |
|         | 1    | MNE Montenegro           | Lidija Todorović, Ivana Sinđić, Ana Mrvaljević, Slađana Perunović                     | DSQ     |       | 0      |

### Salto em altura
| Posição | Atleta              | Nacionalidade            | 1.40 | 1.50 | 1.60 | 1.65 | 1.70 | 1.74 | 1.78 | 1.81 | 1.84 | 1.86 | 1.88 | Resultado | Notas                | Pontos |
| ------- | ------------------- | ------------------------ | ---- | ---- | ---- | ---- | ---- | ---- | ---- | ---- | ---- | ---- | ---- | --------- | -------------------- | ------ |
| 1       | Marija Vukovic      | MNE Montenegro           | –    | –    | –    | o    | o    | o    | o    | xxo  | xo   | o    | x    | 1.86      |                      | 14     |
| 2       | Valentyna Liashenko | GEO Geórgia              | –    | –    | –    | –    | o    | o    | o    | o    | o    | xxx  |      | 1.84      | Recorde da temporada | 13     |
| 3       | Maayan Shahaf       | ISR Israel               | –    | –    | –    | –    | o    | o    | o    | xo   | xo   | x–   | x    | 1.84      |                      | 12     |
| 4       | Mladena Petrušić    | BIH Bósnia e Herzegovina | –    | –    | o    | o    | o    | xo   | o    | xxx  |      |      |      | 1.78      | =                    | 11     |
| 5       | Elodie Tshilumba    | LUX Luxemburgo           | –    | –    | –    | –    | o    | o    | xo   | xxx  |      |      |      | 1.78      | Recorde da temporada | 10     |
| =6      | Claudia Guri Moreno | AND Andorra              | –    | o    | o    | o    | xxo  | o    | xx   |      |      |      |      | 1.74      | Recorde pessoal      | 8.5    |
| =6      | Zuzana Karaffová    | SVK Eslováquia           | –    | o    | o    | o    | xxo  | o    | xx   |      |      |      |      | 1.74      |                      | 8.5    |
| 8       | Nina Luyer          | AUT Áustria              | –    | o    | o    | o    | o    | xxx  |      |      |      |      |      | 1.70      |                      | 7      |
| 9       | Ilona Salyamova     | AZE Azerbaijão           | –    | o    | o    | xxo  | xx   |      |      |      |      |      |      | 1.65      |                      | 6      |
| 10      | Ana Modnicov        | MDA Moldávia             | o    | o    | o    | xxx  |      |      |      |      |      |      |      | 1.60      |                      | 5      |
| 11      | Irena Temova        | MKD Macedônia do Norte   | –    | o    | xxx  |      |      |      |      |      |      |      |      | 1.50      |                      | 4      |
| 12      | Dorianne Micallef   | MLT Malta                | –    | o    | xx   |      |      |      |      |      |      |      |      | 1.50      |                      | 3      |

### Sato com vara
| Posição | Atleta                  | Nacionalidade          | 2.00 | 2.40 | 2.80 | 3.00 | 3.20 | 3.40 | 3.55 | 3.70 | 3.80 | 3.90 | 4.00 | 4.05 | 4.10 | 4.15 | 4.20 | 4.25 | 4.30 | 4.35 | Resultado | Notas                | Pontos |
| ------- | ----------------------- | ---------------------- | ---- | ---- | ---- | ---- | ---- | ---- | ---- | ---- | ---- | ---- | ---- | ---- | ---- | ---- | ---- | ---- | ---- | ---- | --------- | -------------------- | ------ |
| 1       | Kira Grunberg           | AUT Áustria            | –    | –    | –    | –    | –    | –    | –    | –    | –    | –    | o    | –    | –    | –    | o    | –    | –    | o    | 4.35      |                      | 14     |
| 2       | Gina Reuland            | LUX Luxemburgo         | –    | –    | –    | –    | –    | –    | –    | –    | –    | o    | –    | –    | o    | –    | o    | –    | –    | xxx  | 4.20      |                      | 13     |
| 3       | Olga Dogadko Bronshtein | ISR Israel             | –    | –    | –    | –    | o    | o    | xxo  | xo   | x    |      |      |      |      |      |      |      |      |      | 3.70      | Recorde da temporada | 12     |
| 4       | Yelena Gladkova         | AZE Azerbaijão         | –    | –    | –    | o    | o    | o    | o    | xxo  | xx   |      |      |      |      |      |      |      |      |      | 3.70      | Recorde da temporada | 11     |
| 5       | Anna Hrvolová           | SVK Eslováquia         | –    | –    | –    | o    | o    | o    | xxx  |      |      |      |      |      |      |      |      |      |      |      | 3.40      | =                    | 10     |
| 6       | Martina Muraccini       | AASSE (SMR San Marino) | –    | –    | –    | o    | o    | xxx  |      |      |      |      |      |      |      |      |      |      |      |      | 3.20      | Recorde pessoal      | 9      |
| 7       | Irina Tverdohlebova     | MDA Moldávia           | –    | –    | o    | o    | xo   | xxx  |      |      |      |      |      |      |      |      |      |      |      |      | 3.20      |                      | 8      |
| 8       | Diana Zolotukhina       | GEO Geórgia            | –    | o    | o    | o    | xxx  |      |      |      |      |      |      |      |      |      |      |      |      |      | 3.00      |                      | 7      |
| =9      | Maria Gomez Cabeza      | AND Andorra            | o    | xxx  |      |      |      |      |      |      |      |      |      |      |      |      |      |      |      |      | 2.00      |                      | 5.5    |
| =9      | Joanne Vella            | MLT Malta              | o    | xxx  |      |      |      |      |      |      |      |      |      |      |      |      |      |      |      |      | 2.00      |                      | 5.5    |

### Salto em distância
| Posição | Atleta              | Nacionalidade            | #1   | #2   | #3   | #4   | Resultado | Notas                | Pontos |
| ------- | ------------------- | ------------------------ | ---- | ---- | ---- | ---- | --------- | -------------------- | ------ |
| 1       | Jana Velďáková      | SVK Eslováquia           | 6.21 | 6.18 | x    | 6.68 | 6.68      |                      | 14     |
| 2       | Rebecca Camilleri   | MLT Malta                | x    | 6.11 | x    | 6.38 | 6.38      | Recorde da temporada | 13     |
| 3       | Sarah Lagger        | AUT Áustria              | 5.91 | 5.68 | 5.86 | 6.17 | 6.17      |                      | 12     |
| 4       | Maiko Gogoladze     | GEO Geórgia              | x    | 6.00 | 5.94 | 5.90 | 6.00      |                      | 11     |
| 5       | Yekaterina Sariyeva | AZE Azerbaijão           | 5.51 | x    | 5.69 |      | 5.69      |                      | 10     |
| 6       | Natalia Cipilencu   | MDA Moldávia             | 5.53 | 5.43 | 5.64 |      | 5.64      |                      | 9      |
| 7       | Laurence Jones      | LUX Luxemburgo           | x    | 5.58 | 3.31 |      | 5.58      |                      | 8      |
| 8       | Tanja Marković      | BIH Bósnia e Herzegovina | 5.48 | x    | 5.50 |      | 5.50      |                      | 7      |
| 9       | Martina Miroska     | MKD Macedônia do Norte   | 5.13 | 5.25 | 5.45 |      | 5.45      | Recorde pessoal      | 6      |
| 10      | Ljiljana Matović    | MNE Montenegro           | 5.30 | x    | x    |      | 5.30      |                      | 5      |
| 11      | Claudia Guri Moreno | AND Andorra              | x    | 5.26 | 5.27 |      | 5.27      | Recorde pessoal      | 4      |
| 12      | Ana Burda           | ALB Albânia              | 5.10 | 5.02 | 4.87 |      | 5.10      |                      | 3      |
|         | Efat Zelikovich     | ISR Israel               | x    | x    | x    |      | NM        |                      | 0      |

### Salto triplo
| Posição | Atleta                  | Nacionalidade            | #1    | #2    | #3    | #4    | Resultado | Notas                | Pontos |
| ------- | ----------------------- | ------------------------ | ----- | ----- | ----- | ----- | --------- | -------------------- | ------ |
| 1       | Hanna Knyazyeva Minenko | ISR Israel               | x     | 14.33 | 14.41 | x     | 14.41     |                      | 14     |
| 2       | Dana Velďáková          | SVK Eslováquia           | x     | 12.97 | 13.95 | x     | 13.95     | Recorde da temporada | 13     |
| 3       | Yekaterina Sariyeva     | AZE Azerbaijão           | x     | 13.27 | x     | 13.08 | 13.27     |                      | 12     |
| 4       | Michaela Egger          | AUT Áustria              | 13.03 | 12.60 | 12.86 | x     | 13.03     | Recorde da temporada | 11     |
| 5       | Iryna Mykytiuk          | GEO Geórgia              | 12.21 | 12.24 | x     |       | 12.24     |                      | 10     |
| 6       | Natalia Cipilencu       | MDA Moldávia             | x     | x     | 12.15 |       | 12.15     |                      | 9      |
| 7       | Rebecca Sare            | MLT Malta                | x     | 12.02 | 12.13 |       | 12.13     | Recorde da temporada | 8      |
| 8       | Claudia Guri Moreno     | AND Andorra              | x     | 11.90 | 11.35 |       | 11.90     | Recorde pessoal      | 7      |
| 9       | Melika Kasumović        | BIH Bósnia e Herzegovina | 11.53 | x     | 11.52 |       | 11.53     |                      | 6      |
| 10      | Ljiljana Matović        | MNE Montenegro           | 11.08 | 11.37 | x     |       | 11.37     |                      | 5      |
| 11      | Lara Marx               | LUX Luxemburgo           | 11.25 | 10.67 | 10.88 |       | 11.25     |                      | 4      |
| 12      | Mateja Efremovska       | MKD Macedônia do Norte   | 10.09 | 10.03 | 9.81  |       | 10.09     |                      | 3      |
|         | Ana Burda               | ALB Albânia              |       |       |       |       | DNS       |                      | 0      |

### Arremesso de peso
| Posição | Atleta               | Nacionalidade            | #1    | #2    | #3    | #4    | Resultado | Notas           | Pontos |
| ------- | -------------------- | ------------------------ | ----- | ----- | ----- | ----- | --------- | --------------- | ------ |
| 1       | Kristina Rakočević   | MNE Montenegro           | 14.85 | 14.73 | x     | 14.73 | 14.85     |                 | 14     |
| 2       | Dimitriana Surdu     | MDA Moldávia             | 13.85 | x     | 14.34 | 14.28 | 14.34     |                 | 13     |
| 3       | Anastasiya Muchkayev | ISR Israel               | 14.16 | 14.30 | x     | x     | 14.30     |                 | 12     |
| 4       | Patrícia Slošárová   | SVK Eslováquia           | 12.99 | 14.18 | 13.91 | x     | 14.18     | Recorde pessoal | 11     |
| 5       | Hanna Skydan         | AZE Azerbaijão           | 13.76 | 12.90 | 13.35 |       | 13.76     | Recorde pessoal | 10     |
| 6       | Stephanie Krumlovsky | LUX Luxemburgo           | x     | 13.34 | 13.15 |       | 13.34     |                 | 9      |
| 7       | Gorana Tešanović     | BIH Bósnia e Herzegovina | 12.47 | 12.94 | 11.83 |       | 12.94     |                 | 8      |
| 8       | Veronika Watzek      | AUT Áustria              | 12.00 | 12.73 | x     |       | 12.73     |                 | 7      |
| 9       | Sopiko Shatirishvili | GEO Geórgia              | 10.40 | 11.07 | 11.45 |       | 11.45     |                 | 6      |
| 10      | Julijana Veljanovska | MKD Macedônia do Norte   | 9.95  | 9.26  | x     |       | 9.95      | Recorde pessoal | 5      |
| 11      | Antoniella Chouhal   | MLT Malta                | 8.88  | 8.88  | 9.78  |       | 9.78      |                 | 4      |
| 12      | Maria Gomez Cabeza   | AND Andorra              | x     | 7.41  | 5.44  |       | 7.41      |                 | 3      |

### Lançamento de disco
| Posição | Atleta                | Nacionalidade             | #1    | #2    | #3    | #4    | Resultado | Notas                | Pontos |
| ------- | --------------------- | ------------------------- | ----- | ----- | ----- | ----- | --------- | -------------------- | ------ |
| 1       | Natalia Stratulat     | MDA Moldávia              | x     | 55.08 | 53.72 | 50.92 | 55.08     |                      | 14     |
| 2       | Kristina Rakočević    | MNE Montenegro            | 53.91 | 50.23 | 52.86 | x     | 53.91     | Recorde pessoal      | 13     |
| 3       | Hanna Skydan          | AZE Azerbaijão            | 33.28 | 46.88 | 49.50 | 48.42 | 49.50     | Recorde pessoal      | 12     |
| 4       | Anastasiya Muchkayev  | ISR Israel                | 48.81 | x     | x     | x     | 48.81     |                      | 11     |
| 5       | Veronika Watzek       | AUT Áustria               | 39.00 | 47.40 | x     |       | 47.40     | Recorde da temporada | 10     |
| 6       | Gorana Tešanović      | BIH Bósnia e Herzegovina  | 42.22 | 44.14 | 44.70 |       | 44.70     |                      | 9      |
| 7       | Ivona Tomanová        | SVK Eslováquia            | x     | 40.09 | 42.02 |       | 42.02     |                      | 8      |
| 8       | Laura Rheinberger     | AASSE (LIE Liechtenstein) | 30.58 | 34.75 | 35.89 |       | 35.89     | Recorde pessoal      | 7      |
| 9       | Tessy Debra           | LUX Luxemburgo            | 26.90 | 33.86 | 31.08 |       | 33.86     | Recorde pessoal      | 6      |
| 10      | Julijana Veljanovska  | MKD Macedônia do Norte    | 33.16 | 32.50 | 33.50 |       | 33.50     | Recorde pessoal      | 5      |
| 11      | Nino Tsikvadze        | GEO Geórgia               | 33.38 | 33.28 | x     |       | 33.38     |                      | 4      |
| 12      | Antoniella Chouhal    | MLT Malta                 | 24.61 | 32.37 | 32.35 |       | 32.37     |                      | 3      |
| 13      | Elena Villalon Aguado | AND Andorra               | 20.50 | 21.27 | x     |       | 21.27     |                      | 2      |
|         | Iveta Urshini         | ALB Albânia               |       |       |       |       | DNS       |                      | 0      |

### Lançamento de martelo
| Posição | Atleta                      | Nacionalidade            | #1    | #2    | #3    | #4    | Resultado | Notas | Pontos |
| ------- | --------------------------- | ------------------------ | ----- | ----- | ----- | ----- | --------- | ----- | ------ |
| 1       | Martina Hrašnová            | SVK Eslováquia           | 68.94 | 69.31 | 68.83 | 66.61 | 69.31     |       | 14     |
| 2       | Hanna Skydan                | AZE Azerbaijão           | x     | 55.80 | 65.86 | 68.32 | 68.32     |       | 13     |
| 3       | Marina Nikisenko            | MDA Moldávia             | 61.88 | 63.94 | 65.08 | x     | 65.08     |       | 12     |
| 4       | Evgenia Zabolotni-Zagynayko | ISR Israel               | 52.36 | 54.02 | 55.40 | 55.87 | 55.87     |       | 11     |
| 5       | Julia Siart                 | AUT Áustria              | 48.59 | 49.20 | 50.35 |       | 50.35     |       | 10     |
| 6       | Stefani Vukajlovic          | BIH Bósnia e Herzegovina | 49.53 | x     | x     |       | 49.53     |       | 9      |
| 7       | Isabeau Pleimling           | LUX Luxemburgo           | 42.83 | 39.71 | x     |       | 42.83     |       | 8      |
| 8       | Elena Villalon Aguado       | AND Andorra              | 35.93 | 35.95 | 36.81 |       | 36.81     |       | 7      |
| 9       | Milica Vukadinović          | MNE Montenegro           | 36.21 | 36.18 | 34.83 |       | 36.21     |       | 6      |
| 10      | Antoniella Chouhal          | MLT Malta                | 32.52 | 34.63 | 34.08 |       | 34.63     |       | 5      |
| 11      | Mateja Efremovska           | MKD Macedônia do Norte   | 18.41 | r     |       |       | 18.41     |       | 4      |
|         | Nino Tsikvadze              | GEO Geórgia              | x     | x     | x     |       | NM        |       | 0      |

### Lançamento de dardo
| Posição | Atleta                | Nacionalidade             | #1    | #2    | #3    | #4    | Resultado | Notas           | Pontos |
| ------- | --------------------- | ------------------------- | ----- | ----- | ----- | ----- | --------- | --------------- | ------ |
| 1       | Margaryta Dorozhon    | ISR Israel                | 56.40 | x     | 58.00 | x     | 58.00     |                 | 14     |
| 2       | Elisabeth Eberl       | AUT Áustria               | 49.19 | 49.45 | 48.46 | x     | 49.45     |                 | 13     |
| 3       | Mihaela Tacu          | MDA Moldávia              | 44.36 | 44.75 | 46.55 | 45.47 | 46.55     |                 | 12     |
| 4       | Aleksandra Vidović    | BIH Bósnia e Herzegovina  | 44.79 | 41.06 | 42.31 | 40.35 | 44.79     |                 | 11     |
| 5       | Marija Bogavac        | MNE Montenegro            | 42.17 | 42.87 | 44.54 |       | 44.54     |                 | 10     |
| 6       | Veroniqu Michel       | LUX Luxemburgo            | 37.15 | 40.03 | 43.53 |       | 43.53     | Recorde pessoal | 9      |
| 7       | Veronika Ľašová       | SVK Eslováquia            | x     | x     | 40.35 |       | 40.35     |                 | 8      |
| 8       | Lali Kaladze          | GEO Geórgia               | 35.11 | 37.71 | 38.75 |       | 38.75     | Recorde pessoal | 7      |
| 9       | Joanne Vella          | MLT Malta                 | 36.23 | 37.64 | 34.21 |       | 37.64     |                 | 6      |
| 10      | Irada Aliyeva         | AZE Azerbaijão            | x     | 36.99 | x     |       | 36.99     |                 | 5      |
| 11      | Laura Rheinberger     | AASSE (LIE Liechtenstein) | 33.09 | 33.13 | x     |       | 33.13     |                 | 4      |
| 12      | Mateja Efremovska     | MKD Macedônia do Norte    | 21.07 | 19.83 | 22.04 |       | 22.04     |                 | 3      |
| 13      | Maria Morato Canabate | AND Andorra               | 16.00 | 17.58 | 16.33 |       | 17.58     |                 | 2      |
|         | Marija Stillo         | ALB Albânia               |       |       |       |       | DNS       |                 | 0      |

## Classificação final
A seguir a classificação final. 
| Posição           | Nacionalidade            | Pts   |
| ----------------- | ------------------------ | ----- |
| Medalha de ouro   | AUT Áustria              | 460   |
| Medalha de prata  | SVK Eslováquia           | 459.5 |
| Medalha de bronze | ISR Israel               | 441   |
| 4                 | MDA Moldávia             | 403   |
| 5                 | AZE Azerbaijão           | 353   |
| 6                 | BIH Bósnia e Herzegovina | 338   |
| 7                 | LUX Luxemburgo           | 319   |
| 8                 | GEO Geórgia              | 285   |
| 9                 | MLT Malta                | 246.5 |
| 10                | MNE Montenegro           | 243   |
| 11                | AND Andorra              | 163   |
| 12                | MKD Macedônia do Norte   | 144   |
| 13                | ALB Albânia              | 115   |
| 14                | AASSE                    | 100   |

Legenda
| Recorde mundial            | Recorde mundial (World record)                     |                       | Recorde africano                      | Recorde africano (African) |                                           | Q | Classificado por posição (Qualified) |
| Recorde dos Jogos Europeus | Recorde dos Jogos Europeus (European Games record) | Recorde da América    | Recorde da América (Americas)         | q                          | Classificado por melhor tempo (Qualified) |   |                                      |
| Melhor marca do ano        | Melhor marca do ano (World leading)                | Recorde asiático      | Recorde asiático (Asian)              | DNS                        | Não largou (Did not start)                |   |                                      |
| Recorde nacional           | Recorde nacional (National record)                 | Recorde europeu       | Recorde europeu (European)            | DNF                        | Não terminou (Did not finish)             |   |                                      |
| Recorde pessoal            | Recorde pessoal do atleta (Personal best)          | Recorde da Oceania    | Recorde da Oceania (Oceania)          | DSQ / DQ                   | Desclassificado (Disqualified)            |   |                                      |
| Recorde da temporada       | Recorde da temporada do atleta (Season best)       | Recorde sul-americano | Recorde sul-americano (South America) | NM                         | Sem marca (No mark)                       |   |                                      |